# Усленги, Улисес
Улисес Усленги (исп. Ulises Uslenghi; 9 октября 1905, Монтевидео — июль 1955, Монтевидео) — уругвайский и итальянский футболист, игравший на позиции центрального защитника. Известен по выступлениям за клуб «Ливорно» в 1930-е годы.

## Карьера
Усленги начинал карьеру в аргентинской команде «Эстудиантес». В 1933 году уругваец приехал в Италию, где стал игроком «Ливорно». Защитник дебютировал в Серии А 10 сентября 1933 года в игре с «Ювентусом», которая закончилась поражением его клуба со счётом 1:4. По отзывам, уругваец обладал хорошей техникой и поддерживал свою команду в атаке. Первые два сезона Усленги провёл достаточно удачно, а в 1934 году он даже сыграл один матч за вторую сборную Италии. Однако в сезоне 1934/35 «Ливорно» занял 15 место в турнирной таблице и вылетел в Серию Б. Улисес принял решение покинуть команду и перешёл в «Наполи», выступавший в Серии А. Там он не оправдал ожиданий, поэтому в 1936 году вернулся в стан тёмно-красных. В сезоне 1936/37 уругваец помог «Ливорно» одержать победу в Серии Б, что означало выход клуба в высший дивизион Италии. Усленги отыграл в команде ещё один сезон, после чего летом 1938 года ушёл в «Парму» из Серии С. В 1939 году уругвайский футболист завершил карьеру. По данным «La Gazzetta dello Sport» он умер в июле 1955 года.